# LoveStoned
„LoveStoned/I Think She Knows” este un cântec înregistrat de către compozitorul și cântărețul american Justin Timberlake pentru al doilea lui album de studio, FutureSex/LoveSounds (2006). A fost scris și produs de Timberlake, Timbaland și Nate Danja Hills. În contrast cu tema sexuală cu teme de dragoste a albumului, „LoveStoned” conține versuri sexuale sugestive. Muzical vorbind, „LoveStoned” este un cântec dance contrastat cu interludiul „I Think She Knows”, care are un sunet mai lent și calm al unei chitare.

## Topuri

### Topuri săptămânale
| Top (2007)                           | Poziție de top |
| ------------------------------------ | -------------- |
| Australia (ARIA)                     | 11             |
| Austria (Ö3 Austria Top 40)          | 21             |
| Belgia (Ultratop 50 Flanders)        | 14             |
| Belgia (Ultratop 50 Wallonia)        | 29             |
| Canada (Canadian Hot 100)            | 5              |
| Cehia (Rádio Top 100)                | 17             |
| Danemarca (Tracklisten)              | 12             |
| Finlanda (Suomen virallinen lista)   | 7              |
| Franța (SNEP)                        | 28             |
| Ungaria (Rádiós Top 40)              | 4              |
| Ungaria (Dance Top 40)               | 13             |
| Irlanda (IRMA)                       | 12             |
| Italia (FIMI)                        | 10             |
| Olanda (Single Top 100)              | 5              |
| Noua Zeelandă (Recorded Music NZ)    | 17             |
| Slovacia (Rádio Top 100)             | 22             |
| Suedia (Sverigetopplistan)           | 9              |
| Elveția (Schweizer Hitparade)        | 19             |
| UK Singles (Official Charts Company) | 11             |
| US Billboard Hot 100                 | 17             |
| US Mainstream Top 40 (Billboard)     | 4              |
| US Hot Dance Club Songs (Billboard)  | 1              |
| US Adult Top 40 (Billboard)          | 28             |

### Topuri de sfârșit de an
| Topuri (2007)                | Poziție |
| ---------------------------- | ------- |
| Australian Singles Chart     | 75      |
| Țările de Jos (Dutch Top 40) | 21      |

## Datele lansării
| Country      | Date               | Format                       | Label                 |
| ------------ | ------------------ | ---------------------------- | --------------------- |
| Franța       | 29 iunie 2007      | Versiune Digitală            | Universal Music Group |
| Regatul Unit | 29 iunie 2007      | Versiune Digitală            | RCA Records           |
| SUA          | 10 iulie 2007      | Radio ritmic                 | Jive Records          |
| SUA          | 17 iulie 2007      | Radio mainstream             | Jive Records          |
| Germany      | 20 iulie 2007      | CD single                    | Universal Music Group |
| Germany      | 20 iulie 2007      | Single maxi                  | Universal Music Group |
| SUA          | 7 august 2007      | Single 12"                   | Jive Records          |
| Canada       | 14 august 2007     | Single 12"                   | Universal Music Group |
| Franța       | 11 septembrie 2007 | Versiune digitală — Remixuri | Universal Music Group |
| Regatul Unit | 11 septembrie 2007 | Versiune digitală — Remixuri | RCA Records           |
| SUA          | 11 septembrie 2007 | Versiune digitală — Remixuri | Jive Records          |
| Germania     | 22 ianuarie 2008   | Single 12"                   | Universal Music Group |